# 蒙自金足草
蒙自金足草（学名：Strobilanthes austinii）为爵床科紫云菜属的植物，是中国的特有植物。分布于中国大陆的四川、云南等地，生长于海拔400米至2,100米的地区，一般生长在草山和林下，目前尚未由人工引种栽培。

## 别名
金足草（云南种子植物名录误用） 马红足草（云南种子植物名录） 宣威金足草